# Acasta-Klasse
Die Zerstörer der Acasta-Klasse oder ab Herbst 1913 K-Klasse der Royal Navy liefen in den Jahren 1913 bis 1915 vom Stapel. Zwanzig waren unter dem Marinehaushalt von 1911/1912 bestellt worden.  Sie waren die letzten Zerstörer der britischen Marine mit verschiedenen Namen ohne ein übergreifendes Thema. Die Boote sollten nachträglich mit K beginnende Namen erhalten. Aber die Boote kamen mit diesen neuen Namen nicht zum Einsatz.
Sieben Zerstörer der Klasse gingen während des Ersten Weltkriegs verloren, davon allein vier während der Skagerrakschlacht. Die übrigen wurden in den Jahren 1921 bis 1923 zum Abbruch verkauft, außer der HMS Porpoise, die über Thornycroft nach Brasilien verkauft wurde, wo sie von 1922 bis 1946 als Maranhao (CT12) im Dienst blieb.

## Baugeschichte
Die Acasta-Klasse der Royal Navy, die im Herbst 1913 offiziell in K-Klasse umbenannt wurde, war eine Klasse von 20 Zerstörern, die im Haushalt 1911/1912 bestellt wurde und 1912 bis 1913 vom Stapel lief. Die Boote der Acasta-Klasse waren größer und stärker bewaffnet als die vorangehenden Zerstörer der Acorn- und Acheron-Klasse (später H- und I-Klasse) mit einer um ein Viertel größeren Verdrängung und dem Übergang zu einer einheitlichen Bewaffnung mit 102-mm-Schnellfeuergeschützen. Alle Boote hatten drei Schornsteine, von denen der vordere etwas höher und dünn war. Der zweite war kürzer und dick, der dritte von gleicher Höhe aber wieder dünn. Das vordere Torpedorohr befand sich zwischen dem zweiten und dritten Schornstein.
Zwölf Boote wurden als 'standard'-Boote nach dem Entwurf der Admiralität von vier Werften in Dreier-Serien gebaut. Sie verfügten über Parsons-Turbinen als Antriebsanlage, bis auf die drei von John Brown in Clydebank gelieferten Boote, die mit Brown-Curtis-Turbinen ausgerüstet waren. Die Bauwerften, die den Admiralitätsentwurf fertigten, waren Swan Hunter in Wallsend (Stapelläufe zwischen Juli und Dezember 1912), Hawthorn, Leslie & Company in Hebburn (August 1912 bis Januar 1913), John Brown & Company in Clydebank (September 1912 bis Januar 1913) und schließlich Harland & Wolff in Govan, deren Boote erst zwischen März und Juli 1913 zu Wasser kamen. Die Belfaster Werft hatte 1912 hatte die Werft der London & Glasgow Engineering & Iron Shipbuilding Company in Govan gekauft und deren Aufträge übernommen. Durch den Ankauf dreier benachbarter Werften war in Schottland ein zweiter Schiffsbauplatz der Belfaster Großwerft entstanden, der mehr als sieben Schiffe gleichzeitig bauen konnte.

Fast ein Standardboot war die bei Parsons Marine Steam Turbines bestellte Garland, deren Rumpf von Cammell Laird in Birkenhead als Unterauftragnehmer gebaut worden war (Stapellauf am 23. April 1913) und die dennoch wegen ihres speziellen Turbinenantriebes ein sogenannter „builder’s special“ war. Sie lief bei ihren Tests 31 kn.
Es wurden noch sieben weitere „builder’s specials“ gebaut. Diese Boote waren etwas kürzer und etwas schmaler. Das erste dieser „special boats“ lieferte Thornycroft mit der HMS Hardy mit einer Turbinenanlage von 21.000 PS, die für die Marschfahrt einen Dieselmotor erhalten sollte. Ob er je eingebaut wurde, ist unklar; das Boot, das als viertes Boot der Klasse am 10. Oktober 1912 vom Stapel lief, erreichte bei seinen Höchstgeschwindigkeitstests 32 kn.
Die Fairfield Shipbuilding and Engineering Company lieferte die HMS Fortune als „special boat“, das eine abweichende Bugform und gleich hohe Schornsteine hatte und ein Vorläufer der nachfolgenden Laforey-Klasse war. Mit der HMS Paragon lieferte die Werft William Denny and Brothers, Dumbarton ebenfalls ein „special boat“. Schließlich lieferte Thornycroft noch vier weitere „special boats“, die vom Februar bis November 1913 zu Wasser kamen, eine 22.500-PS-Antriebsanlage erhielten, die eine Geschwindigkeit von 31 kn ermöglichen sollte. Die Boote erreichten bei ihren Tests diese Geschwindigkeit nicht, waren aber schneller als 30 kn. Diese Werft war mit ihren fünf „specials“ der Hersteller der meisten Boote der K-Klasse.
Eines der 102-mm-Geschütze befand sich bei allen Booten auf dem Vordeck, die beiden anderen waren bei den Standard-Booten hinter den Torpedorohren. Die „special boats“ hatten ihre hinteren Geschütze vor und hinter dem zweiten Torpedorohr.

## Einsatzgeschichte
Die fertiggestellten Einheiten der Acasta-Klasse wurden der 4. Zerstörerflottille zugewiesen, die der Unterstützung der Grand Fleet zugeteilt war. Am 15. Oktober 1914 lief die Swift mit den Zerstörern Contest und Christopher zur Untergangsstelle des Kreuzers Hawke und sie konnten noch einige Überlebende aus der Nordsee bergen. Seit Kriegsbeginn war der Flottillenführer Swift Führerschiff der Flottille. Da die Swift sich in den Winterstürmen als wenig geeignet erwies, wurde sie durch den ursprünglich für Chile gebauten Großzerstörer Faulknor ersetzt. Mitte 1915 übernahm deren Schwesterboot Tipperary die Aufgaben des Flottillenführers. Der ursprünglich für diese Aufgabe vorgesehene Leichte Kreuzer Carysfort kam zum 5. Leichten Kreuzergeschwader, das zur Harwich Force gehörte und den Kanal sicherte.

### Der erste Verlust
Am 9. August 1915 erlitt die 4. Flottille ihren ersten Verlust, als die HMS Lynx 24 sm südöstlich von Wick im Moray Firth einen Minentreffer erlitt und sank. Der Treffer traf das Boot vor dem ersten Kesselraum. und trennte das Vorschiff fast ab. Nach einer zweiten Explosion, vermutlich durch einen weiteren Minentreffer, sank das Boot um 6:10 Uhr. Ihr Kapitän und 62 Mann der Besatzung ließen ihr Leben. 26 Überlebende wurden vom italienischen Dampfer Volcano gerettet. Das mit der Lynx auf Patrouillenfahrt befindliche Schwesterboot Midge hatte einen nördlicheren Kurs gewählt und passierte das Minenfeld, dessen Existenz bekannt, dessen Ausdehnung aber noch ungeklärt war.
Die Minen hatte der deutsche Hilfskreuzer Meteor (ex britischer Dampfer Vienna) ausgebracht, der noch am gleichen Tag von britischen Einheiten gestellt wurde und sich selbst versenkte.

### Einsatz in der Skagerrakschlacht
An der Skagerrakschlacht nahm die 4. Flottille mit 17 ihrer 19 Zerstörer der Acasta-Klasse teil, nur die Paragon und die Victor wurden nicht eingesetzt. Sie war in zwei Halbflottillen mit vier Divisionen unter den als Führer dienenden Tipperary und Broke gegliedert, von denen eine Division als „Group 8“ mit Midge, Hardy und Owl sowie der Mischief der Admiralty-M-Klasse dem 2. Kreuzergeschwader (Flaggschiff: Panzerkreuzer Minotaur) zugeteilt war und nicht aktiv in die Schlacht eingriff. Drei K-Boote und die Osprey der M-Klasse waren zur Sicherung an das 3. Schlachtkreuzergeschwader abgegeben.
Am 31. Mai 1916 fielen die ersten Schüsse um 15:32 Uhr, als die Elbing das Feuer auf die Galatea eröffnete und sie um 15:35 Uhr erstmals traf. Um 17:03 Uhr sank mit der Indefatigable das erste Schiff. Gegen 17:55 Uhr griff das eintreffende 3. Schlachtkreuzergeschwader unter Konteradmiral Horace Hood in das Gefecht ein und griff die Kreuzer der 2. Aufklärungsgruppe an. Zur Entlastung seiner Kleinen Kreuzer ordnete Hipper den Angriff seiner Torpedoboote auf den neuen Feind an. Um diesen Angriff zu stören, schickte Hood seine Begleitzerstörer den Torpedobooten entgegen. Die führende Shark unter Commander Loftus Jones wurde dabei schwer getroffen, verlor ihr Buggeschütz und erlitt Treffer in der Brücke und der Maschine und blieb liegen. Das Schwesterboot Acasta bot Unterstützung an, die von Jones abgelehnt wurde, der Hood zumindest drei Zerstörer erhalten wollte. Acasta folgte daher befehlsgemäß der Ophelia und dem weiteren Schwesterboot Christopher zurück zu den Schlachtkreuzern.
Das Heckgeschütz der in der Bahn der deutschen Torpedoboote liegenden Shark fiel auch aus, aber der sinkende Zerstörer beschoss mit dem verbleibenden mittleren Geschütz weiter die passierenden deutschen Boote, dabei erzielte er auf V 48 Treffer, die schließlich zu dessen Verlust führte. Der schwerverwundete Jones verließ mit etwa 30 Mann sein sinkendes Boot, das dann von S 54 mit zwei Torpedos versenkt wurde.
Sieben Überlebende der Shark wurden durch einen dänischen Dampfer später gefunden, von denen einer vor Erreichen des Hafens starb. Die Leiche von Jones wurde nach Wochen an der schwedischen Küste angetrieben und dort in Fiskebakskil beerdigt. Er wurde postum mit dem Victoria-Kreuz ausgezeichnet. Die anderen Boote der Gruppe überlebten die Schlacht. Die Acasta erlitt später schwere Treffer (6 Tote), musste eingeschleppt werden und ihre Reparatur war fast ein Neubau.
Die Tipperary unter Captain C. J. Wintour führte den Hauptteil der 4. Flottille am Ende der Grand Fleet im Norden und lief am Abend mit der Flotte nach Süden. Kurz nach Mitternacht wurden auf der Garland, dem vierten Boot der zwölf Boote, drei sich nähernde Schiffe entdeckt. Captain Wintour konnte die Schiffe nicht identifizieren und forderte ein Erkennungssignal. Die auf fast 500 m herangekommenen Kleinen Kreuzer Stuttgart, Hamburg, Rostock und Elbing eröffneten darauf das Feuer. Auch die Linienschiffe Westfalen und Nassau griffen mit ihrer Mittelartillerie in das Gefecht ein. Die 4. Flottille war auf die Spitze der deutschen Hochseeflotte gestoßen, die hinter der britischen Flotte vorbeilaufen wollte.
Die vorderen Boote Tipperary, Spitfire, Sparrowhawk, Garland, Contest und Broke, griffen sofort mit Torpedos an, bevor sie vom Feuer abdrehten. Bei der Nähe der Schiffe zueinander, war der Einsatz der Torpedos schwierig und die hinteren Boote verzichten wegen der Unübersichtlichkeit auf deren Einsatz. Unsicherheit bestand auch, wer wen traf. Die Elbing erhielt in dieser Phase wohl einen Torpedotreffer, der ihre Manövrierfähigkeit herabsetzte, was mit zur Kollision mit dem Schlachtschiff Posen beitrug. Ihre Schäden führten später zur Aufgabe des Schiffes.
Tipperary wurde von den 15-cm-Geschützen der Mittelartillerie der Westfalen gegen 0:35 Uhr am 1. Juni getroffen, geriet in Brand und blieb liegen. Sie sank erst um 2:45 Uhr. 184 Mann ihrer 197-köpfigen Besatzung ließen ihr Leben. Die letzte Restbesatzung der Elbing, die selbst um 4:40 Uhr aufgegeben werden musste, rettete mit ihrem Kutter noch im Wasser treibende Überlebende der Tipperary.

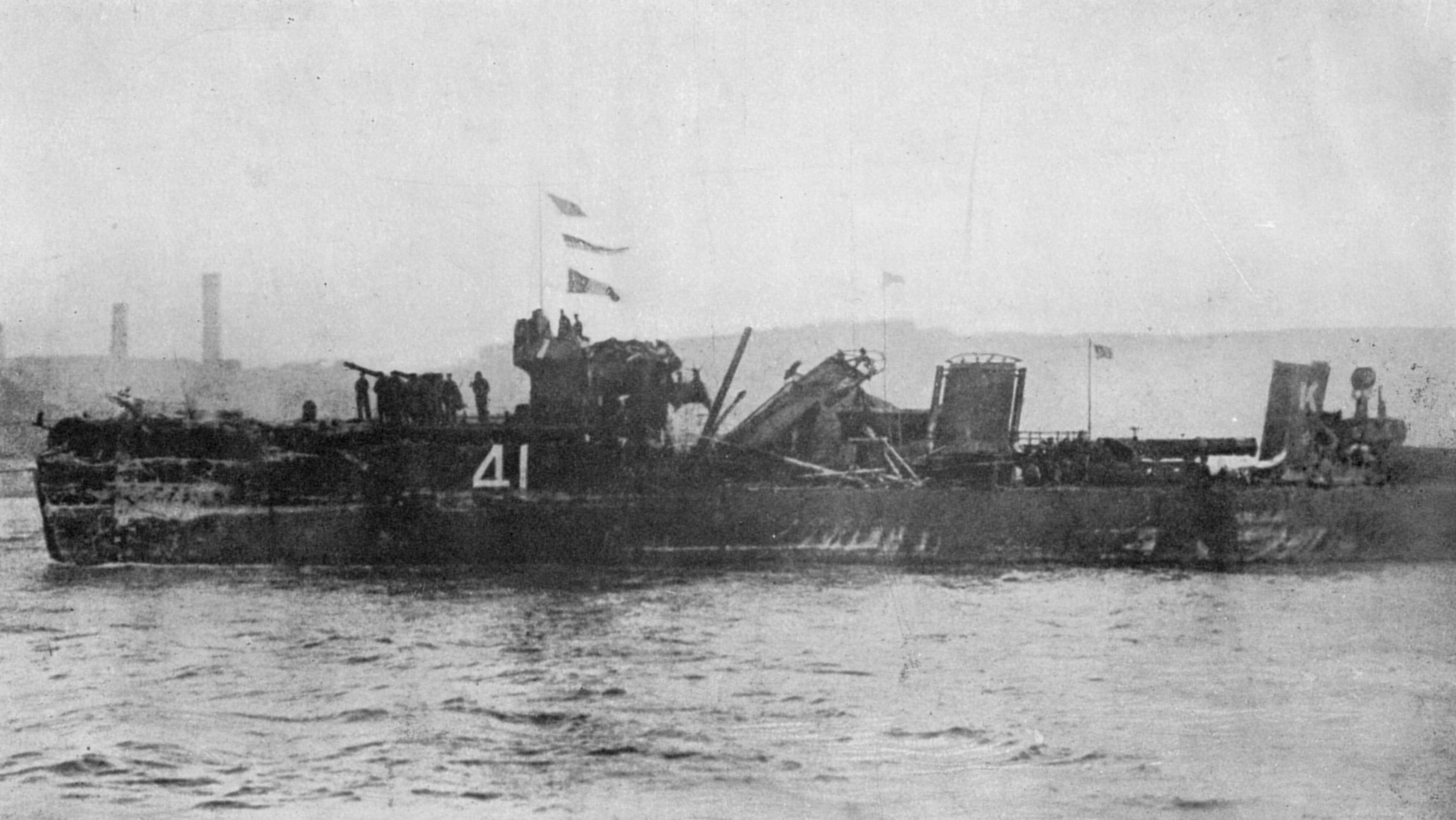
Die beschädigte Spitfire

Die Spitfire entging dem Versuch der Nassau, sie zu rammen. Allerdings kollidierte sie mit dem Schlachtschiff und riss diesem einen Teil des Seitenpanzers (6 m) ab. Die Nassau zerstörte mit dem Abschuss ihrer Geschütze die Aufbauten der Spitfire (6 Tote), die ihrerseits zuvor noch die Brücke der Nassau getroffen hatte. Die Spitfire kam wieder frei. Sie konnte mit drei nutzbaren Kesseln und 6 kn Fahrt zurücklaufen. Am 2. Juni abends erreichte sie die TyneMündung.
Die übrigen Boote der 4. Flottille sammelten sich hinter der Broke unter Commander Walter Allen, der das Kommando übernahm. Sie stießen wieder auf die Westfalen, die ein Erkennungssignal schoss und die Zerstörer mit ihren Scheinwerfern ausleuchtete. Broke versuchte einen Torpedoangriff, aber die Distanz war zu kurz und sie wurde sofort getroffen. Es fielen 47 Mann, alle Geschütze fielen aus und der Tod des Steuermanns ließ sie im Kreis laufen, so dass sie die Sparrowhawk rammte. Drei Mann der Sparrowhawk wurden durch die Wucht des Aufpralls auf die Broke geschleudert. Beide Kommandanten gingen vom Verlust ihres Schiffes aus und ordneten die Räumung auf das andere Schiff an, so dass beide Besatzungen sich vermischten. In diesem Moment lief die Contest in das Heck der Sparrowhawk. Contest hatte allerdings nur geringe Schäden und schloss sich den kämpfenden Booten wieder an.

Jetzt geführt von der HMS Achates unter Commander Reginald Hutchinson fuhren die Reste der Flottille einen erneuten Angriff auf die Spitze der Hochseeflotte. Während die ersten drei Zerstörer fast unbehindert zum Schuss kamen, schossen sich die deutschen Schlachtschiffe dann ein. Sie versenkten noch die HMS Fortune und die HMS Ardent mit ihrer Mittelartillerie, wobei sich das Spitzenschiff Westfalen besonders hervortat. Fortune ging brennend unter. 67 Mann starben, nur ein Besatzungsmitglied überlebte. Von der Ardent konnten noch zwei Mann aus dem Wasser gerettet werden, darunter der Kommandant Lieutenant-Commander Arthur Marsden, 78 Besatzungsangehörige starben. Schwer beschädigt wurde durch das deutsche Feuer auch noch die HMS Porpoise (2 Tote). Der Kleine Kreuzer Rostock erhielt in dieser Phase einen Torpedotreffer, der letztendlich seinen Verlust herbeiführte. Der Rest der 4. Flottille lief mit Garland, Contest (1. Division), Unity (3. Division), Achates, Ambuscade(4. Division) zurück zur Sicherung der britischen Schlachtflotte.

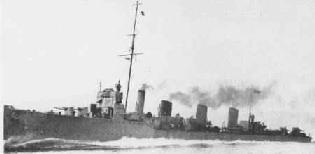
Der Flottillenführer HMS Broke

Broke und Sparrowhawk blieben fast eine halbe Stunde ineinander verkeilt, ehe Broke wieder freikam und mit zusätzlich 30 Mann der Sparrowhawk den Rückmarsch antrat, obwohl ihr Bug nahezu abgetrennt war. Am dritten Tag nach der Schlacht lief sie in den Tyne ein.

Sparrowhawk hatte die Maschine noch unter Dampf, aber das Ruder war durch die Kollisionen festgeklemmt, so dass sie in der Nähe der noch brennenden Tipperary im Kreis lief. Am frühen Morgen nahm sie ein Floß mit Toten und Überlebenden der Tipperary auf, von denen einige an Bord starben. Gegen 8:00 Uhr fanden britische Zerstörer die Sparrowhawk und die HMS Marksman versuchte, sie abzuschleppen. Nachdem zwei Schlepptrossen gerissen waren und wegen der schweren See und der U-Boot-Gefahr, gab man die Abschleppversuche auf. Marksman übernahm die Überlebenden und versenkte die Sparrowhawk mit achtzehn Schuss.
In der Skagerrakschlacht gingen somit der Flottillenführer Tipperary der 4. Flottille und mit Ardent, Fortune, Shark und Sparrowhawk vier Zerstörer der Acasta-Klasse verloren. Darüber hinaus waren etliche Boote schwerstbeschädigt, wie Acasta, Spitfire und Porpoise, deren Reparatur fast einen Neubau bedeutete.
Der Rest der 4. Flottille wurde zum Humber und zum Ende des Jahres 1916 nach Portsmouth verlegt. Die Zerstörer verstärkten dann verschiedene Einheiten, kamen teilweise zur 6. Zerstörerflottille, zur Dover Patrol oder nach Devonport zur Konvoisicherung.

### Zwei weitere Verluste
1917 verstärkten die Deutschen ihre Angriffe auf die Versorgung der alliierten Truppen über den Ärmelkanal. Am 17. März 1917, griffen deutsche Torpedoboote bei Dover nahe der Goodwin Sands die britischen Zerstörer HMS Paragon und HMS Llewellyn an. Der Llewellyn wurde der Bug nahezu abgerissen, Paragon sank mit 75 Mann nach Torpedotreffer.

Am 18. September 1917 wurde die Contest am westlichen Kanalausgang etwa 100 Seemeilen südwestlich von Irland durch das deutsche U-Boot U 106 versenkt. Mit dem Zerstörer gehen 35 Besatzungsangehörige unter. Etwa 60 Überlebende werden von dem britischen Frachter City of Lincoln gerettet, welcher von dem U-Boot zuvor durch einen Torpedotreffer beschädigt worden war und auf dessen Notruf sich der Zerstörer in das Seegebiet begeben hatte. Da das U-Boot den mit der Rettung beschäftigten Frachter nicht mehr attackierte, konnten die City of Lincoln und ihre Crew sowie die geborgenen 21 Überlebenden der Contest später einen britischen Hafen erreichen.
Einer der letzten bedeutenden Einsätze eines Zerstörers der K-Klasse bei der Royal Navy war die Beteiligung der wieder aufgebauten Spitfire bei der Rettung von Überlebenden des Lazarettschiffes Rhodesia (zuvor Galway Castle der Union Castle Line), die am 12. September 1918 160 Meilen von Fastnet durch das deutsche U-Boot U 82 torpediert wurde. Diese war am 10. September 1918, mit Passagieren, Fracht und Post in Plymouth zu einer Überfahrt nach Durban ausgelaufen. An Bord waren 204 Besatzungsmitglieder, 346 Passagiere und 400 verwundete südafrikanische Soldaten, insgesamt 950 Menschen. Nach dem Torpedotreffer begann die Räumung des Schiffes in die Rettungsboote. Die Spitfire ging längsseits des Havaristen und nahm die noch an Bord verbliebenen Menschen auf. 143 Menschen kamen durch den Angriff ums Leben, zum Teil im getroffenen Maschinenraum, zum Teil in den Rettungsbooten bei schwerer See.

### Verbleib
Bei Kriegsende waren bei der 4. Flottille in Devonport mit dem Flottillenführer Faulknor noch acht Zerstörer der K-Klasse (Achates, Contest, Garland, Hardy, Midge, Owl, Porpoise, Spitfire), Acasta war der Artillerieschule in Portsmouth zugeteilt, drei Zerstörer der Klasse (Ambuscade, Christopher, Cockatrice) waren bei der Northern Patrol in Dundee. Nur Victor scheint nicht im aktiven Dienst gewesen zu sein.
Zwölf der verbliebenen Boote wurden 1921 bis 1923 ausgemustert und zum Abbruch verkauft.

## Dienst derPorpoisein Brasilien
Am 23. Februar 1920 kaufte die Bauwerft Thornycroft die Porpoise und verkaufte sie weiter nach Brasilien, wo sie am 9. Dezember 1922 in die Flotte als Alexandrino Deaenca (?) eingereiht wurde. 1927 wurde sie in Maranhão umbenannt. In brasilianischen Diensten hatte das Boot weiterhin drei 102-mm-L/40-Armstrong-Mk.III-Kanonen dazu zwei 47-mm-L/50-Armstrong-Mk.II-Kanonen auf Brückenhöhe an jeder Seite und zwei 450-mm-Armstrong-Doppel-Torpedorohre.

Während des Zweiten Weltkrieges erhielt sie noch eine modernisierte Brücke, drei 20-mm-Oerlikon-Kanonen, Schienen für Wasserbomben und ein Sonargerät.
Am 13. Juli 1943 rettete sie die 82 Schiffbrüchigen des im Südatlantik am Vortag durch U 172 torpedierten amerikanischen Dampfers African Star, der sich mit 5500 Tonnen Chrom, Asbest und Mimosaauszug auf dem Weg von Rio de Janeiro (ursprünglich aus Beira) nach New York befand.
Am 13. September 1946 wurde die Maranhão aus dem aktiven Dienst der Brasilianischen Marine entlassen und abgewrackt. In fast 24 Jahren Dienst legte sie 89.510 Seemeilen zurück.

## Die Boote

### Zerstörer der K-Klasse nach dem Admiralitätsentwurf
- HMS Shark – gebaut bei Swan, Hunter & Wigham Richardson, Wallsend, BauN°903, vom Stapel am 30. Juli 1912, 935 ts, am 31. Mai 1916 in der Skagerrakschlacht versenkt, 86 Tote, 6 Überlebende
- HMS Sparrowhawk – gebaut bei Swan, Hunter & Wigham Richardson, BauN°905, vom Stapel am 12. Oktober 1912, 935 ts, nach Kollision mit HMS Broke am 1. Juni 1916 in der Skagerrakschlacht durch HMS Marksman selbst versenkt, 6 Tote,
- HMS Spitfire – gebaut bei Swan, Hunter & Wigham Richardson, BauN°907, vom Stapel am 23. Dezember 1912, 935 ts, 6 Tote in der Skagerrakschlacht, am 9. Mai 1921 an Ward zum Abbruch verkauft, der ab Oktober 1922 in Hayle erfolgte
- HMS Christopher – gebaut bei Hawthorn, Leslie & Company, Hebburn, BauN°453, vom Stapel am 29. August 1912, 938 ts, am 9. Mai 1921 an Ward zum Abbruch verkauft, der ab Oktober 1923 bei Kings in Garston erfolgte
- HMS Cockatrice – gebaut bei Hawthorn, Leslie, BauN°454, vom Stapel am 8. November 1912, 951 ts, am 9. Mai 1921 an Ward nach Hayle zum Abbruch verkauft
- HMS Contest – gebaut bei Hawthorn, Leslie, BauN°455, vom Stapel am 17. Januar 1913, 951 ts, am 18. September 1917 am westlichen Kanalausgang durch das deutsche U-Boot U 106 versenkt, 35 Tote
- HMS Acasta – gebaut bei John Brown & Company, Clydebank, unter der BauN°412, vom Stapel am 10. September 1912, 1072 ts, 6 Tote in der Skagerrakschlacht, am 9. Mai 1921 an Ward zum Abbruch in Hayle verkauft[18]
- HMS Achates – gebaut bei John Brown, unter der BauN°413, vom Stapel am 14. November 1912, 1072 ts, am 9. Mai 1921 an Ward zum Abbruch in Rainham verkauft[19]
- HMS Ambuscade – gebaut bei John Brown, unter der BauN°414, vom Stapel am 25. Januar 1913, 1072 ts, am 6. September 1921 an Petersen&Ahlbeck zum Abbruch in Kopenhagen verkauft[20]
- HMS Lynx – gebaut bei London & Glasgow Shipbuilding. später Harland & Wolff, Govan, unter der BauN°364, vom Stapel am 20. März 1913, 950 ts, am 9. August 1915 im Moray Firth nach Minentreffer gesunken, 63 Tote, 26 Überlebende[21]
- HMS Midge – gebaut bei London & Glasgow, unter der BauN°365, vom Stapel am 22. Mai 1913, 950 ts, am 5. November 1921 an Granton Shipbreaking zum Abbruch verkauft[22]
- HMS Owl – gebaut bei London & Glasgow, unter der BauN°366, vom Stapel am 7. Juli 1913, 950 ts, am 5. November 1921 an Granton Shipbreaking zum Abbruch verkauft[23]

### Werftentwürfe zur K-Klasse
- HMS Hardy – gebaut von John I. Thornycroft & Company Limited (BauN°621), Woolston, vom Stapel am 10. Oktober 1912, 898 ts, am 9. Mai 1921 an Ward zum Abbruch in Briton Ferry verkauft,
- HMS Paragon – gebaut von Thornycroft (BauN°633), vom Stapel am 21. Februar 1913, 917 ts, am 18. März 1917 im Ärmelkanal vor Dover durch deutsche Torpedoboote versenkt, 75 Tote
- HMS Porpoise – gebaut von Thornycroft (BauN°634), vom Stapel am 7. Juli 1913, 934 ts, am 23. Februar 1920 an Thornycroft verkauft, Weiterverkauf an Brasilien, anfangs Alexandrino Deaenca, dann Maranhao, 1946 außer Dienst
- HMS Unity – gebaut von Thornycroft (BauN°635), vom Stapel am 18. September 1913, 954 ts, am 25. Oktober 1922 an Rees, Llanely, zum Abbruch verkauft,
- HMS Victor – gebaut von Thornycroft (BauN°636), vom Stapel am 28. November 1913, 954 ts, am 20. Januar 1923 an King, Graston, zum Abbruch verkauft,
- HMS Fortune – gebaut bei Fairfield Shipbuilding and Engineering Company, Govan, BauN° 488,[24] als Musterzerstörer für die nachfolgende Laforey-Klasse, vom Stapel am 17. März 1913, 950 ts, am 1. Juni 1916 in der Skagerrakschlacht von Westfalen versenkt, 67 Tote, 1 Überlebender
- HMS Garland – Rumpf von Cammell Laird, Birkenhead, Ausbau durch den Auftragnehmer Parsons Steam Turbines in Wallsend, vom Stapel am 23. April 1913, 984 ts, am 6. September 1921 an Petersen&Ahlbeck zum Abbruch verkauft,
- HMS Ardent – gebaut bei William Denny & Brothers Limited, Dumbarton, unter BauN°972, vom Stapel am 8. September 1913, 950 ts, am 1. Juni 1916 in der Skagerrakschlacht von Westfalen versenkt, 78 Tote, 2 Überlebende[25]